# Yumin (köping i Kina)
Yumin (kinesiska: 裕民镇, 裕民) är en köping i Kina. Den ligger i provinsen Sichuan, i den sydvästra delen av landet, omkring 230 kilometer öster om provinshuvudstaden Chengdu. Antalet invånare är 23 125. Befolkningen består av 11 629 kvinnor och 11 496 män. Barn under 15 år utgör 24,0 %, vuxna 15-64 år 60 %, och äldre över 65 år 14,0 %.
Genomsnittlig årsnederbörd är 1 445 millimeter. Den regnigaste månaden är september, med i genomsnitt 264 mm nederbörd, och den torraste är december, med 13 mm nederbörd.